# Södra Örsjön
Södra Örsjön är en sjö i Arvika kommun i Värmland och ingår i Göta älvs huvudavrinningsområde. Sjön är 36,5 meter djup, har en yta på 0,933 kvadratkilometer och befinner sig 193,9 meter över havet. Sjön avvattnas av vattendraget Älgån (Mörtebäcken). Vid provfiske har bland annat abborre, elritsa, lake och röding fångats i sjön.

## Delavrinningsområde
Södra Örsjön ingår i det delavrinningsområde (661787-130713) som SMHI kallar för Utloppet av Södra Örsjön. Medelhöjden är 223 meter över havet och ytan är 6,48 kvadratkilometer. Räknas de 2 avrinningsområdena uppströms in blir den ackumulerade arean 10,51 kvadratkilometer. Älgån (Mörtebäcken) som avvattnar avrinningsområdet har biflödesordning 3, vilket innebär att vattnet flödar genom totalt 3 vattendrag innan det når havet efter 279 kilometer. Avrinningsområdet består mestadels av skog (78 procent). Avrinningsområdet har 0,94 kvadratkilometer vattenytor vilket ger det en sjöprocent på 14,4 procent.

## Fisk
Vid provfiske har följande fisk fångats i sjön:
- Abborre
- Elritsa
- Lake
- Röding
- Öring